# Rue de Colmar (Paris)
Pour l’article homonyme, voir Rue de Colmar.
La rue de Colmar est une voie du 19e arrondissement de Paris, en France.

## Situation et accès
La rue de Colmar est une voie publique située dans le 19e arrondissement de Paris. Elle débute au 154, rue de Crimée et se termine au 1, rue Évette.

## Origine du nom

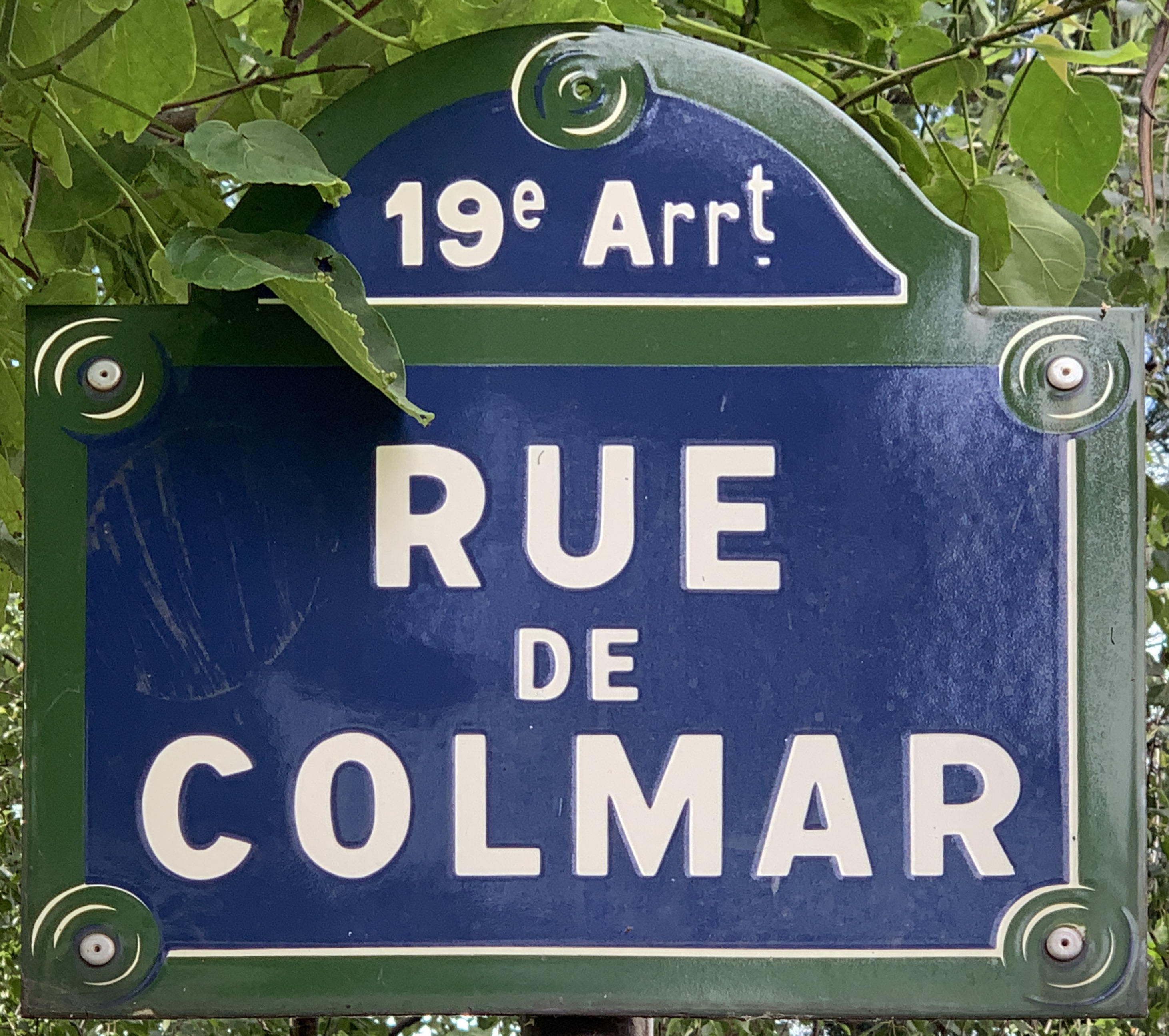
Plaque de la rue.

Elle porte le nom de la ville de Colmar, chef-lieu du département du Haut-Rhin.

## Historique
Cette rue, située dans l'ancienne commune de La Villette, est ouverte vers 1820.
Elle est classée sous sa dénomination actuelle par un décret du 23 mai 1863.